# ويليام إي. كوبر
ويليام إي. كوبر (بالإنجليزية: William E. Cooper)‏ هو شخصية أعمال أمريكي، ولد في 16 أكتوبر 1921 في الولايات المتحدة، وتوفي بنفس المكان في 6 مارس 2008.